# Nemoura ovocercia
Nemoura ovocercia är en bäcksländeart som beskrevs av Kawai 1960. Nemoura ovocercia ingår i släktet Nemoura och familjen kryssbäcksländor. Inga underarter finns listade i Catalogue of Life.